# Дидик-Меуш Ганна Михайлівна
Ганна Михайлівна Дидик-Меуш (нар. 10 березня 1970, місто Трускавець Львівської області) — український науковець, філолог, cтарший науковий співробітник Інституту українознавства імені Івана Крип'якевича НАН України, голова Мовознавчої комісії Наукового товариства імені Шевченка (з 2018), дійсний член НТШ (з 2022). Доктор філологічних наук (2018), професор.

## Біографія
Середню освіту здобула в місті Трускавці. У 1992 році закінчила філологічний факультет Дрогобицького державного педагогічного інституту імені Івана Франка.
У 1994—1998 роках — аспірант відділу української мови Інституту українознавства імені Івана Крип'якевича НАН України.
У 1998—2000 роках — науковий співробітник Інституту богословської термінології та перекладу Львівської богословської академії, укладачка «Літургійного словника».
У 2000—2003 роках — старший викладач кафедри української мови Національного університету «Львівська політехніка».
2001 року захистила кандидатську дисертацію «Медична номенклатура в пам'ятках української мови XVI—XVIII ст.» (Львів, Львівський національний університет імені Івана Франка).
З 2004 року працює cтаршим (з 2014) науковим співробітником відділу української мови Інституту українознавства імені Івана Крип'якевича НАН України.
2018 року захистила докторську дисертацію «Комбінаторика в українській мові XVI—XVIIІ ст.: теорія, практика, словник (ад'єктивно-субстантивні словосполучення)». (Київ, Київський національний університет імені Тараса Шевченка).
З 2020 року — професор кафедри філології Українського католицького університету у Львові.
Член редколегії Вісника Інституту богословської термінології та перекладів Львівської богословської академії «Єдиними устами» (Львів), член редколегії серії видань «Історія мови» Інституту українознавства імені Івана Крип'якевича, відповідальний редактор «Тимченківського Збірника» (Львів, 2010—2015).
Член лексикографічної групи та редколегії «Словника української мови XVI — першої половини XVII ст.» (2006—2019). Секретар Мовознавчої комісії Наукового товариства імені Шевченка (2005—2018 рр.), голова Мовознавчої комісії Наукового товариства імені Шевченка (від листопада 2018 р.).
Наукові зацікавлення: комбінаторна лінгвістика, лексикологія і лексикографія, історія мови, історична лексикографія, історичний синтаксис, історична діалектологія, богословська термінологія, культура мови і стилістика.

## Основні наукові праці
- Дидик-Меуш Г. Українська медицина: історія назв. Львів, 2008. 398 с.
- Дидик-Меуш Г. Комбінаторика української мови XVI—XVIII ст. : теорія, практика, словник Львів: Коло, 2018.688 с.
- Дидик-Меуш Г. Мокряни. Говірка маминого села. Словник. Львів: Піраміда, 2021. 286 с.
- Дидик-Меуш Г., Слободзяник О. Українські краєвиди XVI—XVIII ст. : слово — текст — словник. Львів, 2015. 400 с.
- Термінологічно-правописний порадник для богословів та редакторів богословських текстів/ Укл.: М. Петрович, Л. Петрович, Г. Наконечна, Г. Дидик-Меуш. Львів: ЛБА, 2001. 50 с.
- Термінологічно-правописний порадник для богословів та редакторів богословських текстів / Укл.: М. Петрович, Л. Петрович, Г. Наконечна, Г. Дидик-Меуш. Львів: ЛБА, 2002; вид. 2-е, доповнене. 58 с.
- Термінологічно-правописний порадник для богословів та редакторів богословських текстів / Укл.: М. Петрович, Л. Петрович, Г. Наконечна, Г. Дидик-Меуш. Львів: ЛБА, 2003; вид. 3-є, доповнене. 62 с.
- Лексикон львівський: поважно і на жарт / Укл. : Н. Хобзей, О. Сімович, Т. Ястремська, Г. Дидик-Меуш. Львів, 2009. 672 с.
- Лексикон львівський: поважно і на жарт / Укл. : Н. Хобзей, О. Сімович, Т. Ястремська, Г. Дидик-Меуш; вид. 2-е, змінене і доповнене. Львів, 2012. 852 с.
- Лексикон львівський: поважно і на жарт / Укл. : Н. Хобзей, О. Сімович, Т. Ястремська, Г. Дидик-Меуш; вид. 3-є, змінене і доповнене. Львів, 2015. 896 с.
- Гуцульські світи: лексикон / Укл. : Н. Хобзей, О. Сімович, Т. Ястремська, Г. Дидик-Меуш. Львів, 2013. 688 с.